# Healthcare Resource Group
All'interno del National Health Service (NHS) britannico, gli Healthcare Resource Group (HRG) sono gruppi di attività sanitarie che sono ritenute aventi un simile livello di consumo di risorse.
Il sistema HRG si basa sul sistema del Payment by Results, un sistema di risparmio costi sviluppata dalla NHS dal 2004.

## Codici di HRG
Per ogni diagnosi al paziente viene assegnato un codice HRG secondo un sistema software chiamato Grouper.
Un codice HRG consiste di 5 caratteri: 2 lettere, 2 numeri e una lettera finale. 
La lettera è chiamata 'Chapter',e corrisponde ad una determinata area clinica. Questo è l'elenco dei Chapters:
- A - Sistema nervoso
- B - Occhi & Periorbita
- C - Bocca, Testa, Collo & Orecchie
- D - Sistema respiratorio
- E - Cardiochirurgia & Condizioni Cardiache Primarie
- F - Sistema digestivo
- G - Sistema Epaito e Pancreatico
- H - Sistema muscolare
- J - Pelle, Seno & Ustioni
- K - Sistema Endocrino e Metabolico
- L - Sistema urinario & Sistema Riproduttivo Maschile
- M - Sistema riproduttivo femminile
- N - Settore Ostetrico e Neonatale
- P - Matattie dell'infanzia
- Q - Sistema Vascolare
- R - Chirurgia Spinale e Spinale Primaria
- S - Ematologia, malattie infettive, Avvelenamento
- T - Malattie Mentali
- U - Gruppo indefinito